# Râmnicelu (Brăila)
Râmnicelu é uma comuna romena localizada no distrito de Brăila, na região de Muntênia. A comuna possui uma área de 23.20 km² e sua população era de 2216 habitantes segundo o censo de 2007.